# Cercicladia australis
Cercicladia australis es una especie de esponja común de la familia Cladorhizidae. El nombre científico de la especie fue publicado en 2011 en Zootaxa 3131: 54 por Pilar Ríos, Michelle Kelly y Jean Vacelet.